# Гасберген (Нінбург)
Гасберген (нім. Haßbergen) — громада в Німеччині, розташована в землі Нижня Саксонія. Входить до складу району Нінбург. Складова частина об'єднання громад Гемзен.
Площа — 17,6 км2. Населення становить 1595 ос. (станом на 31 грудня 2021).